# Elger (cráter)

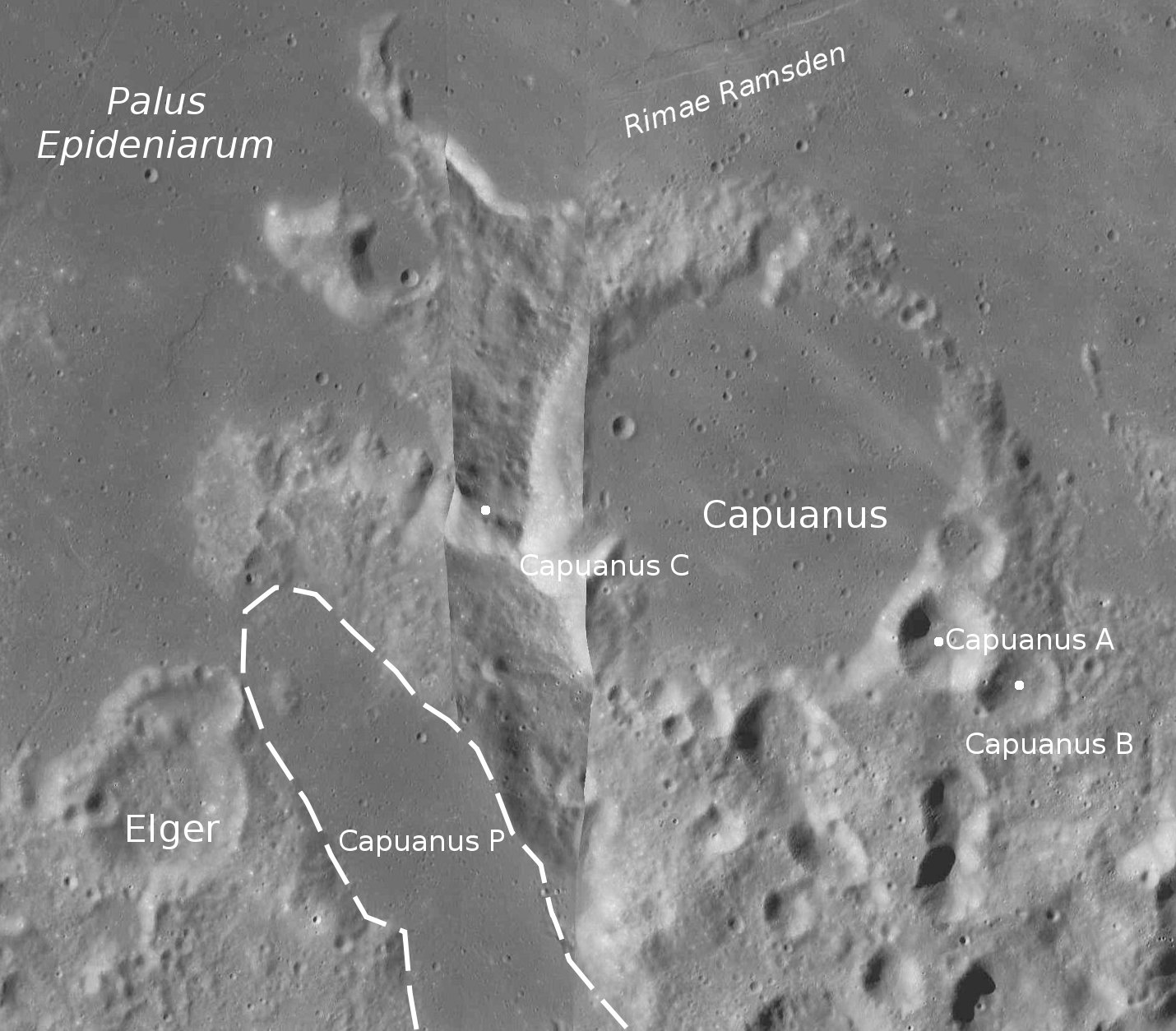
Entorno de Elger, junto a Capuanus

Elger es un cráter de impacto lunar que se encuentra en el borde sur del Palus Epidemiarum (traducido del latín, el Pantano de las Epidemias), en la parte suroeste de la cara visible de la Luna. Al noreste aparece el cráter inundado de lava Capuanus, y un poco más lejos hacia el noroeste se halla el cráter Ramsden.
|  |

El brocal del cráter es áspero y está algo erosionada. Presenta una discontinuidad y una curva hacia afuera a lo largo del extremo norte, mientras que una cresta entra en contacto con el lado sur. El interior ha sido reconstituido por flujos de lava, aunque el albedo de su suelo no es tan bajo como el de la superficie del mar lunar situado al norte.

## Cráteres satélite
Por convención estos elementos son identificados en los mapas lunares poniendo la letra en el lado del punto medio del cráter que está más cerca de Elger.
|       | \| Elger \| Coordenadas \| Diámetro \| \| ----- \| ------------------------------ \| -------- \| \| A \| 37°18′S 31°12′O / -37.3, -31.2 \| 8 km \| \| B \| 37°06′S 32°00′O / -37.1, -32.0 \| 8 km \| |          |
| Elger | Coordenadas | Diámetro |
| A     | 37°18′S 31°12′O / -37.3, -31.2 | 8 km     |
| B     | 37°06′S 32°00′O / -37.1, -32.0 | 8 km     |